# ۱۰۲۸ (قمری)
۱۰۲۸ (قمری)، هزار و بیست و هشتمین سال در گاهشماری هجری قمری است. اول محرم این سال برابر با نوزدهم دسامبر سال ۱۶۱۸ میلادی است.